# Kissima Doukara
D'origine soninké, Kissima Doukara, né en 1934 à Wolocoro (près de Mourdia) et mort le 15 septembre 1983 au bagne de Taoudeni est un homme politique malien, ministre de la Défense, de l'Intérieur et de la Sécurité sous le régime du général Moussa Traoré. 
Instructeur de la garnison de Kati, il participe au coup d'État de 1968 contre le président Modibo Keïta.
Le 28 février 1978, Moussa Traoré fait arrêter plusieurs membres du Comité militaire de libération nationale, dont Kissima Doukara, aux côtés de Karim Dembélé et Tiécoro Bagayoko.